# Getarr
Getarr är ett vattendrag i Armenien. Det ligger i den centrala delen av landet.
Runt Getarr är det i huvudsak tätbebyggt. Runt Getarr är det mycket tätbefolkat, med 5 021 invånare per kvadratkilometer.